# حالت آدرس‌دهی
حالتهای آدرس‌دهی در علوم رایانه یکی از جنبه‌های معماری مجموعه دستورالعمل در بیشتر طراحی‌های پردازنده‌ها می‌باشد. هر حالت آدرس‌دهی در هر معماری مجموعه دستورالعمل، چگونگی شناسایی عملوند (یا عملوندهای) هر دستورالعمل توسط زبان دستورالعمل‌های آن معماری را تعریف مینماید. یک حالت آدرس‌دهی چگونگی محاسبه کردن آدرس حافظه برای یک عملوند را با استفاده از اطلاعات داخل ثبات‌ها یا محتویات دائمی داخل دستورالعمل‌ها و مکان‌های دیگر را به صورت کارآمد مشخص می‌کند.